# Prärie-Indianer

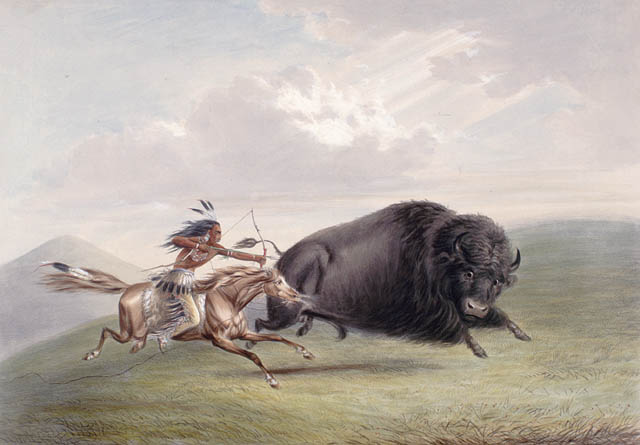
Pferd und Bison bildeten für wenig mehr als 100 Jahre die Lebensgrundlage der Prärie-Indianer

Die Bezeichnung Prärie-Indianer (auch Plains-Indianer) wird vor allem für die Reiterkulturen nomadischer Bisonjäger verwendet, die in Tipis auf den westlichen (Kurzgras-)Prärien Nordamerikas (Great Plains) lebten. Sie werden in der Ethnologie zum Kulturareal „Prärie und Plains“ zusammengefasst. Dazu gehörten unter anderem (von Nord nach Süd) die Blackfoot, Plains-Cree, Absarokee, Lakota, Cheyenne, Arapaho, Kiowa, Comanchen und Teile der Apachen (weitere siehe als Tooltip auf der abgebildeten Karte).
An den großen Prärieflüssen und auf der östlichen Langgrasprärie siedelten jedoch auch einige halbsesshafte Ethnien, die Feldbau betrieben, wie die Mandan, Hidatsa, Pawnee oder Arikaree. Sie wohnten in Erdhäusern und nutzten das Tipi nur in der Jagdsaison. Diese Lebensweise war vor der Ankunft des Pferdes bei fast allen Völker der östlichen Prärien verbreitet, während die kargen Kurzgrassteppen weiter im Westen zu dieser Zeit kaum bewohnt waren.

## Reiterkulturen
Die Reiterkulturen haben ihre Entstehung der Einführung des Hauspferdes zu verdanken. Mitte des 16. Jahrhunderts brachten die spanischen Konquistadoren und einige wenige Siedler und Missionare das Pferd mit ins südliche Nordamerika. In der ersten Hälfte des 17. Jahrhunderts wurden vorwiegend zugerittene Tiere der Spanier von den Indianern erbeutet. Im Südwesten blieb der Pferdediebstahl bis ins 19. Jahrhundert die wichtigste Bezugsquelle für die südlichen Prärie-Indianer. Vor allem aber entwichene Tiere – die an Hitze und Trockenheit gewöhnten Berberpferde, die sich seit der Revolte der Pueblo-Stämme 1680 verbreiteten – fanden in den Steppen ideale Lebensbedingungen und begründeten die verwilderte Rasse der Mustangs. Von Anfang an erkannten die Indianer der Ebenen den Nutzen des Pferdes als Reit- und Transporttier.
Bereits zur Mitte des 17. Jahrhunderts setzte mit der Ausbreitung des Pferdes – beginnend bei den Apachen, bald darauf bei den Comanchen – in den südlichen Plains ein erheblicher Kulturwandel bei den Präriebewohnern ein. Das Pferd ermöglichte die Besiedlung der trockenen Kurzgrassteppe, indem es den Prärie-Indianern eine vergrößerte Mobilität mit Vorteilen bei der Nahrungsbeschaffung, dem Transport und auf Kriegszügen verschaffte. Dieser Prozess erreichte schon 1730 den oberen Missouri und vor 1750 die kanadischen Steppen. Um 1800 gab es ca. zwei Millionen Wildpferde in den Prärien Nordamerikas. 
Entscheidend war die dadurch mögliche Anpassung an die saisonalen Wanderungen der Bisons: Das Pferd erlaubte anders als der Hund, der vorher als einziges Lasttier genutzt wurde, die rasche Verlegung von Siedlungen und auch die Besiedlung von Räumen, die abseits der großen Flüsse lagen. Viele indianische Nationen gaben den Anbau von Feldfrüchten auf, verließen ihre Erdhäuser, und lebten fortan in Zelten aus Büffelhaut in der offenen Prärie. So entstand eine nomadische Lebensweise, die durch die Haltung von Pferdeherden bisweilen der Naturweidewirtschaft zugerechnet wird. Eine kontrollierte Pferdezucht hat sich jedoch nur bei wenigen spezialisierten Stämmen entwickelt; zu denen gehören neben den Comanchen die Nez Percé, die Cayuse und die Palouse. Die anderen Präriestämme bezogen ihre Pferde in der Regel durch Diebstahl, Tausch und Wildfang. Mit der Zeit spielte das Pferd – das häufig als „Heiliger Hund“ oder „großer Hund“ bezeichnet wurde – in der Kultur der Plains-Indianer eine immer größere Rolle: Als Geschenk, Bezahlung, Brautpreis, zur Wiedergutmachung von Streitigkeiten sowie als mythisches Objekt religiöser Verehrung.

## Geschichte
Nachdem der Osten der USA durch europäische Einwanderer vermehrt besiedelt worden war, wurden die Stämme des Nord- und Südostens zunehmend verdrängt; unter den Bewohnern dieser Kulturareale kam es zu Völkerwanderungen. Vormals Völker des Nord- und Südöstlichen Waldrandes – wie die Sioux oder die Cheyenne – wurden von westwärts drängenden Stämmen in die Prärien und Plains vertrieben, wo sie ab dem 18. Jahrhundert die Bisonjägerkulturen begründeten. Die Comanchen entwickelten sich bereits etwas früher zu einer gefürchteten Reiternation und militärischen Macht, die fast 200 Jahre lang die südlichen Plains – nach ihnen Comancheria genannt – und damit den Zugang zu Millionenbeständen des Bisons kontrollierten. Sie verdrängten die Apachen, unterwarfen andere Stämme und verhinderten die nördliche Expansion der Spanier – später Mexikos – und die Ausbreitung der Anglo-Amerikaner Richtung Westen, obwohl sie kaum mehr als 30.000 Menschen umfassten. Ihre Raubzüge in den Norden Mexikos waren berüchtigt. Zugleich eskalierten auch die innerindianischen Konflikte. Die Sprache der Comanchen, die auch ein ausgedehntes Handelsnetzwerk betrieben, wurden zur Lingua franca der südlichen Plains.
Die neu entstandenen Reiterkulturen der Prärie-Indianer blieben zunächst unbehelligt; die Grasebenen wurden von den Amerikanern als lebensfeindliche Wüste betrachtet. Als in den 1840er Jahren Goldfunde in verschiedenen Teilen des Westens bekannt wurden, zogen immer mehr neue Siedler durch die Plains. Das brachte den Prärievölkern neue Einnahmequellen durch Handel und Raubüberfälle, aber auch neue Krankheiten und erhebliche Unruhe, Kriegsangst und Ungewissheit.
Etwa um die Mitte des 19. Jahrhunderts begannen die Indianerkriege gegen die Reiternomaden. Das Pferd machte sie zu ernstzunehmenden militärischen Gegnern, die erheblichen Widerstand leisteten. Mit dem Bau der ersten Eisenbahnlinien von Ost nach West, der gezielten Dezimierung der Büffelherden durch professionelle Jäger, der Entwicklung der Rinderzucht auf den südlichen Plains (Ranching) und schließlich der geplanten Besiedlung und Urbarmachung durch Farmer schwand jedoch die Existenzgrundlage und der Lebensraum immer mehr, sodass es bis 1890 zum unwiderruflichen Untergang der jungen Bisonjägerkulturen kam.
Viele Nachkommen der Prärie-Indianer leben heute in Reservationen, in denen meist ein wesentlich geringerer Lebensstandard als im übrigen Nordamerika herrscht. Die Not des 19. Jahrhunderts, aber auch die Eindrücke des freien Reiterlebens haben die Kulturen dieser Menschen bis heute geprägt. Vor allem bei den Powwows werden die Traditionen gepflegt. Seit Ende des 20. Jahrhunderts findet bei einigen Stämmen eine Rückbesinnung statt: Statt Büffeljagd werden Büffel gezüchtet und die Pferdezucht bringt manchen Stämmen gute Einnahmen.